# Устноцветни
Устноцветните (Lamiales) са разред покритосеменни растения от групата на астеридите. Разредът включва около 23 810 вида растения, разпределени в около 24 семейства и 1 059 рода.

## Семейства
- Страшникови (Acanthaceae)
- Бигнониеви (Bignoniaceae)
- Библисови (Byblidaceae)
- Calceolariaceae
- Carlemanniaceae
- Силиврякови (Gesneriaceae)
- Lamiaceae – Устнови
- Мехуркови (Lentibulariaceae)
- Martyniaceae
- Myoporaceae
- Маслинови (Oleaceae)
- Воловодецови (Orobanchaceae)
- Пауловниеви (Paulowniaceae)
- Сусамови (Pedaliacae)
- Phrymaceae
- Живовлекови (Plantaginaceae)
- Plocospermataceae
- Schlegeliaceae
- Живеничеви (Scrophulariaceae)
- Stilbaceae
- Tetrachondraceae
- Върбинкови (Verbenaceae)